# Aeropuerto de Salzburgo

Mapa que muestra la ubicación de los Aeropuertos de Austria.

El Aeropuerto de Salzburgo (en alemán: Flughafen Salzburg) (IATA: SZG, OACI: LOWS) es el segundo aeropuerto más importante de Austria. Supone una fuente importante de trabajo para la región y desempeña un papel cada vez más importante como inversor en la economía y la industria turística. El nombre es en homenaje al compositor local, Wolfgang Amadeus Mozart. Está localizado a 4 km del centro de Salzburgo y a 2 km del límite entre Austria y Alemania. 
Es una puerta de acceso a los numerosos centros de esquí, incluyendo la región de Ski Amade, la mayor red de centros de esquí interconectados de Europa. 
El aeropuerto es propiedad conjunta de la ciudad de Salzburgo (25%) y el Estado de Salzburgo (75%). En el año 2001 estaba valuado en € 22.000.000.
Mediante la línea de trolebús número 2 (con servicios cada 10 minutos), el aeropuerto está conectado al sistema público de transporte de Salzburgo. A la estación central de la ciudad se llega en unos 25 minutos y al centro de la ciudad en unos 30 minutos.

## Historia
- 1816: Un globo vuela en Salzburgo
- 1910: un aeroplano con motor despega con destino a Aigen, por primera vez.
- 1926: por primera vez, Lufthansa vuela la ruta Múnich - Salzburgo -  Bad Reichenhall.
- 1927: la empresa Aviación Austríaca (ÖLAG) inaugura los vuelos Viena-Salzburgo-Innsbruck.
- 1938: Lufthansa, el cual volaba la ruta Londres-Bruselas-Fráncfort del Meno-Múnich-Viena en colaboración con Sabena, realiza un aterrizaje de emergencia en Salzburgo.
- 1939: la incorporación de las rutas Berlín-Praga-Salzburgo-Venecia y Múnich-Salzburgo-Klagenfurt-Liubliana-Rijeka fueron planeadas para el período estival.

Los Años de Guerra
- 1939: el 1° de septiembre, el Aeropuerto de Salzburgo fue confiscado.
- 1943: el Comando Aéreo 7° (Luftgaukommando VII) de Múnich tomó el control del aeropuerto.
- 1944: durante el otoño el jet de carga de reciente desarrollo Me-262 aterriza en el aeropuerto. Cuando la Fuerza Aérea de los Estados Unidos bombardeó por primera vez la ciudad de Salzburgo, el 16 de octubre, seguido de otros 15 ataques aéreos a la ciudad, el aeropuerto permaneció sin daños. El Aeropuerto de Salzburgo sería el primer aeropuerto de Austria en volver a operar vuelos regulares a Europa.

- 1958: el 1° de agosto una torre de control fue puesta en servicio tras un período de construcción de 15 meses.
- 1966: una nueva terminal fue inaugurada.
- 1978: se concreta el primer aterrizaje de un DC-10.
- 1984: el primer Boeing 767 (Braathens desde Noruega) y el Concorde (de Air France) aterrizan en Salzburgo.
- 2000: el Aeropuerto Wolfgang Amadeus Mozart de Salzburgo alcanza la cifra récord de 1.265.000 pasajeros.
- 2000: British Airways anuncia vuelos a Salzburgo desde Londres.
- 2001: British Airways cancela los vuelos desde Londres.
- 2001: el aeropuerto se convierte en el primer destino de Ryanair en Austria. Este hecho también resultó ser la primera vez que una aerolínea de bajo costo aterriza en un aeropuerto de Austria. Casi 100.000 pasajeros fueron registrados en el 2001.
- 2005: Aer Lingus inicia vuelos de temporada invernal a Salzburgo desde Dublín.
- 2005: el aeropuerto registra 1,7 millones de pasajeros, un incremento del 19,2% en un año.
- 2006: Ryanair inicia servicios a Dublín y Charleroi, y anuncia rutas a Roma y Estambul. British Airways reinicia vuelos a Londres-Gatwick el 1° de diciembre. Se registran 1,88 millones de pasajeros durante el 2006.
- 2007: Ryanair finaliza sus servicios a Charleroi.
- 2008: Easyjet comienza a operar vuelos a London-Gatwick en diciembre

## Desarrollos futuros
Una nueva terminal, la Terminal 2, para recibir vuelos chárter en la temporada de invierno y el cual sólo opera los sábados, ha sido inaugurada. Un nuevo dispositivo de monitoreo de equipajes y la instalación de un sistema de ordenamiento de equipajes se están llevando a cabo. Actualmente se están realizando obras que incluyen la extensión del actual estacionamiento, el cual ha duplicado su capacidad para acomodar 1900 vehículos.

## Tráfico
Ver fuente y consulta Wikidata.
| Año  | Total Pasajeros | % cambio |
| 2005 | 1.695.430       | -        |
| 2006 | 1.878.266       | 10,8     |
| 2007 | 1.946.422       | 3,6      |
| 2008 | 1.809.601       | 7,1      |
| 2009 | 1.552.154       | 14,3     |
| ---- | --------------- | -------- |

## Aerolíneas y destinos
| Aerolíneas                                     | Destinos |
| ---------------------------------------------- | --- |
| Aer Lingus                                     | Estacional: Dublín |
| Austrian Airlines operado por Tyrolean Airways | Fráncfort, Viena |
| Austrian                                       | Gran Canaria Estacional: Corfú, Dalaman, Marrakech, Santorini, Zakynthos |
| British Airways                                | Londres-Gatwick |
| Cirrus Airlines                                | Münster/Osnabrück, Zúrich |
| Czech Airlines                                 | Estacional: Dublín |
| EasyJet                                        | Londres-Gatwick Estacional: Bristol, Liverpool |
| Europe Airpost                                 | Estacional: Dublín |
| flydubai                                       | Dubái |
| Jet2                                           | estacional: Edimburgo, Leeds-Bradford, Mánchester |
| Jettime                                        | Copenhague |
| Lufthansa                                      | Fráncfort |
| Norwegian Air Shuttle                          | Bergen, Copenhague, Oslo-Gardermoen, Stavanger, Estocolmo, Varsovia |
| Ryanair                                        | Londres-Stansted Estacional: Dublín |
| SunExpress                                     | Antalya |
| TAROM                                          | Estacional: Bucarest-Henri Coandă |
| Transavia                                      | Bruselas Estacional: Eindhoven, Róterdam, Groningen |
| TUI Airways                                    | Birmingham, Bournemouth, Bristol, East Midlands, Glasgow-Internacional, Londres-Gatwick, Londres-Luton, Londres-Stansted, Mánchester, Newcastle upon Tyne Estacional: Exeter |
| Tunisair                                       | Estacional: Monastir |
| Ukraine International                          | Kiev |
| Vueling Airlines                               | Amsterdam-Schiphol |
| Wind Rose Aviation                             | Kiev |